# Wilfred Benitez
Wilfred Benitez, född 12 september 1958 i New York, USA är en puertoricansk före detta professionell boxare. Han vann världsmästerskap i tre olika boxningsviktsklasser. När han vann över Antonio Cervantes under 1976 blev han den yngsta boxningsvärldsmästaren i historien vid en ålder av 17 år. Benitez är medlem i International Boxing Hall of Fame.